# Aparat polowy ATS-2p
Aparat polowy ATS-2p – specjalny analogowy końcowy aparat telefoniczny stosowany w jednostkach Sił Zbrojnych Rzeczypospolitej Polskiej.

## Charakterystyka
Aparat telefoniczny specjalny typu ATS-2/p jest analogowym aparatem telefonicznym przeznaczonym do zapewnienia łączności telefonicznej w polowych obiektach łączności na wszystkich szczeblach dowodzenia, w kanałach telefonicznych o naturalnym paśmie akustycznym. Jest przystosowany jest do pracy z dowolną centralą telefoniczną w układzie jednotorowym oraz łączami specjalnymi w trybie pracy dwutorowej.
Aparat posiada
- elektrohermetyczną obudowę zapewniającą spełnienie wymagań na przenik elektromagnetyczny informacji,
- akustyczną i optyczną sygnalizację wywołania wraz z regulacją głośności,
- zabezpieczenie przed korzystaniem z aparatu przez osoby nieuprawnione,
- możliwość wyłączania mikrofonu,
- wybieranie numeru abonenta z pomocą klawiatury pracującej w systemie dekadowym lub wieloczęstotliwościowym,
- możliwość skróconego wybierania 10 numerów zakodowanych,
- pamięć ostatnio wybranego numeru,
- generator impulsów kontroli stanu linii przy odłożonym mikrotelefonie,
- w stanie spoczynkowym zapewnia odłączenie odwodów nadawczych i odbiorczych od linii telefonicznej.

## Dane liczbowe
| Nazwa parametru                          | Wartość                                       |
| ---------------------------------------- | --------------------------------------------- |
| Tłumienność odniesienia na nadawanie     | -4 ÷ +6 dB                                    |
| Tłumienność odniesienia na nadawanie     | +3 ÷ -10 dB                                   |
| Tłumienność odniesienia efektu lokalnego | min. 7 dB                                     |
| Poziom sygnału wywołania                 | min. 80 dB                                    |
| Zasilanie z centralnej baterii           | 60V 2x500 Ω; 50V 2x400 Ω lub 46V± 20% 2x300 Ω |
| Masa aparatu                             | 2,3 kg                                        |
| Wymiary                                  | 270x150x101 mm                                |